# Ничим изазван
Ничим изазван је деветочлани српски поп рок састав, основан 2011. године у Врбасу.

## Биографија бенда
Бенд су основали Борис Бакалов (вокал и гитара) и Бојан Глувајић (електрична гитара и вокал) у пролеће 2011. године. Први састав бенда, поред Бакалова и Глувајића чинили су Борис Баровић (бубањ), Мане Глувајић (бас гитара), Борислав Куга (клавијатура), Немања Вујовић (акустична гитара), Игор Мартинко (виолина, труба и хармоника) и Драгана Илић (вокал). Бенд у том саставу објављује два сингла, О теби и Сан, у студију Емси Павароти у Мостару, након чега започињу сарадњу са сарајевским музичким продуцентом Ђанијем Перваном.
Године 2012. сингл О теби проглашен је за сингл године на радио станици Б92, а осваја прва места и на многим другим радио и ТВ топ листама у Србији. Након тога, бенд објављује синглове Живети у прошлости, Тужне девојке, Глас, Тридесет и Било где, а они су се нашли на првом студијском албуму бенда под називом Ничим изазван, који је објављен 15. априла 2014. године на компакт диск издању за издавачку кућу Lampshade Media из Београда. Први студијски албум садржи једанаест песама, а на њему бенд је сарађивао са Робертом Телчером (електрична гитара), Срђаном Дункићем (бубњеви), Габором Бунфордом (саксофон) и Робертом Радићем (бубњеви).
Након објављивања албума, током 2014. и 2015. године бенд наступа на великом броју фестивала у Србији, као што су Арсенал Фест, Нишвил, Београдски фестивал пива, Егзит, Лав фест, ОК Фест, Musicology, Концерт године и многим другим, као и на великом броју самосталних концерата широм Балкана.
Током 2015. године бенд објављује синглове Рекла је, Бо бо бом, Далијев врк и Бескућник, а они су најавили други студијски албум. У јесен 2015. године Ничим изазван објављује други студијски албум под називом Одлазиш?, такође у издаваштву издавачке куће Lampshade Media. На албуму се налази једанаест песама, укључујући песму Бескућник са Дарком Рундеком, уједно први дует бенда.
Сингл Глупост бенд је снимио са музичким саставом С.А.Р.С., а објављен је у мају 2016. године.
Бенд је 2017. године освојио награду MTV Best Adria Act, која се у оквиру MTV EMA награда додељује најбољим извођачима у региону.
У априлу 2018. године бенд је објавио видео-сингл баладу Аурора, као најаву за истоимени албум. Албум Аурора објављен је крајем децембра 2018. године, а на њему се налази десет песама. У потпуности је сниман у студију Емси Павароти у Мостару, а продуцирао га је Ђани Перван, док је завршна продукција рађена у Немачкој.

## Дискографија

### Студијски албуми
- Ничим изазван (2014)
- Одлазиш? (2015)
- Аурора (2018)

### Синглови
- О теби (2012)
- Сан (2012)
- Живети у прошлости (2012)
- Глас (2013)
- Тужне девојке (2013)
- Тридесет (2014)
- Рекла је (2014)
- Бо бо бом (2015)
- Далијев брк (2015)
- Љуто небо (2017)
- Аурора (2014)